# Вегберг
Вегберг (њем. Wegberg) град је у њемачкој савезној држави Северна Рајна-Вестфалија. Посједује регионалну шифру (AGS) 5370040, NUTS (DEA29) и LOCODE (DE WGG) код.

## Географски и демографски подаци
Град се налази на надморској висини од 61 метра. Површина општине износи 84,3 km². У самом граду је, према процјени из 2010. године, живјело 29.130 становника. Просјечна густина становништва износи 345 становника/km².

## Међународна сарадња
| Мјесто | Држава    | Врста сарадње | Од    |
| ------ | --------- | ------------- | ----- |
| Масајк | Белгија   | партнерство   | 1971. |
| Ехт    | Холандија | партнерство   | 1971. |
| Извор  |           |               |       |